# Чемпіонат УСРР з футболу 1936 (показовий турнір)
Чемпіонат УСРР з футболу 1936 — показовий футбольний турнір, який проходив як серед команд майстрів. Звання чемпіона розігрували 8 найсильніших команд, що виступали у  всесоюзних змаганнях. Фактично Кубок УСРР.
Чемпіонат пройшов за участі 8 команд з 12 травня по 24 червня.

## Результати

### 1/4 фіналу
- «Динамо» (Київ) — «Динамо» (Дніпропетровськ) 5:2.
- ХТЗ (Харків) — «Локомотив» (Київ) 0:1.
- «Стахановець» (Сталіно) — «Динамо» (Одеса) 2:3 (у Горлівці).
- «Динамо» (Харків) — Завод ім. Леніна (Сталь) (Дніпропетровськ) 0:2.

### 1/2 фіналу
- «Динамо» (Київ) — «Локомотив» (футбольний клуб, Київ) 2:1
- «Динамо» (Одеса) — Завод ім. Леніна ("Сталь") (Дніпропетровськ) 1:0

### Втішні матчі
- ХТЗ (Харків) — «Динамо» (Дніпропетровськ) 1:3
- «Стахановець» (Сталіно) — «Динамо» (Харків) +:- (неявка)

### Фінал
- «Динамо» (Київ) — «Динамо» (Одеса) 6:0

«Динамо» (Київ): Микола Трусевич, Антон Ідзковський, Костянтин Фомін, Йосип Ліфшиць, Василь Правовєров, Олексій Клименко, Федір Тютчев, Іван Кузьменко, Михайло Путистін, Макар Гончаренко, Віктор Шиловський, Костянтин Щегоцький, Павло Комаров, Микола Коротких, Микола Махиня.
Головний тренер: Михайло Давидович Товаровський.

## Підсумкова таблиця
| Місце | Команда                            | І | В | Н | П | РМ   | О |
| ----- | ---------------------------------- | - | - | - | - | ---- | - |
| 1     | «Динамо» (Київ)                    | 3 | 3 | 0 | 0 | 13-3 | 6 |
| 2     | «Динамо» (Одеса)                   | 3 | 2 | 0 | 1 | 4-8  | 4 |
| 3-4   | Завод ім. Леніна (Дніпропетровськ) | 2 | 1 | 0 | 1 | 2-1  | 2 |
| 3-4   | «Локомотив» (Київ)                 | 2 | 1 | 0 | 1 | 2-2  | 2 |
| 5-6   | «Динамо» (Дніпропетровськ)         | 2 | 1 | 0 | 1 | 5-6  | 2 |
| 5-6   | «Стахановець» (Горлівка)           | 2 | 1 | 0 | 1 | 2-3  | 2 |
| 7-8   | «Динамо» (Харків)                  | 2 | 0 | 0 | 2 | 0-2  | 0 |
| 7-8   | ХТЗ (Харків)                       | 2 | 0 | 0 | 2 | 1-4  | 0 |